# Symphora flavicollis
Symphora flavicollis is een keversoort uit de familie zwamspartelkevers (Melandryidae). De wetenschappelijke naam van de soort werd in 1848 gepubliceerd door Samuel Stehman Haldeman.